# آنکاواندرا
آنکاواندرا (به لاتین: Ankavandra) یک منطقهٔ مسکونی در ماداگاسکار است که در منابه واقع شده‌است. آنکاواندرا ۱۱٬۰۰۰ نفر جمعیت دارد و ۱۳۴ متر بالاتر از سطح دریا واقع شده‌است.